# Oliveira de Fátima
Oliveira de Fátima is een gemeente in de Braziliaanse deelstaat Tocantins. De gemeente telt 1.129 inwoners (schatting 2009).